# Lana Koller Fundelić
Lana Koller Fundelić (21 de diciembre de 1980) es una deportista croata que compitió en tiro con arco, en la modalidad de arco compuesto. Ganó una medalla de oro en el Campeonato Europeo de Tiro con Arco en Sala de 2010, en la prueba por equipo.

## Palmarés internacional
| Campeonato Europeo en Sala | Campeonato Europeo en Sala | Campeonato Europeo en Sala | Campeonato Europeo en Sala |
| Año                        | Lugar                      | Medalla                    | Prueba                     |
| -------------------------- | -------------------------- | -------------------------- | -------------------------- |
| 2010                       | Poreč (Croacia)            | Medalla de oro             | Equipo                     |